# Dauernheim
Dauernheim ist nach dem Ortsteil Ranstadt der nach Einwohnerzahl zweitgrößte Ortsteil der Gemeinde Ranstadt im hessischen Wetteraukreis.

## Geographische Lage
Dauernheim liegt westlich von Ranstadt in der Wetterau, etwa 30 km nordöstlich der Rhein/Main-Metropole Frankfurt am Main. In der Dauernheimer Gemarkung verlässt die Nidda ihr enges Tal zwischen den Ausläufern des Vogelsberges und strömt hinein, in die weiten Ebenen der Wetterauer Auenlandschaft. Die Autobahn A 45 durchschneidet das offene Niddatal und führt durch dichte Buchen-Mischwälder im Markwald und am Hohen Berg. Südlich von Dauernheim verläuft die Landesstraße 3187. Neben den wald- und landwirtschaftlich geprägten Fluren verfügt die Gemeinde Dauernheim über zwei Naturschutzgebiete mit europaweiter Bedeutung.

## Geschichte

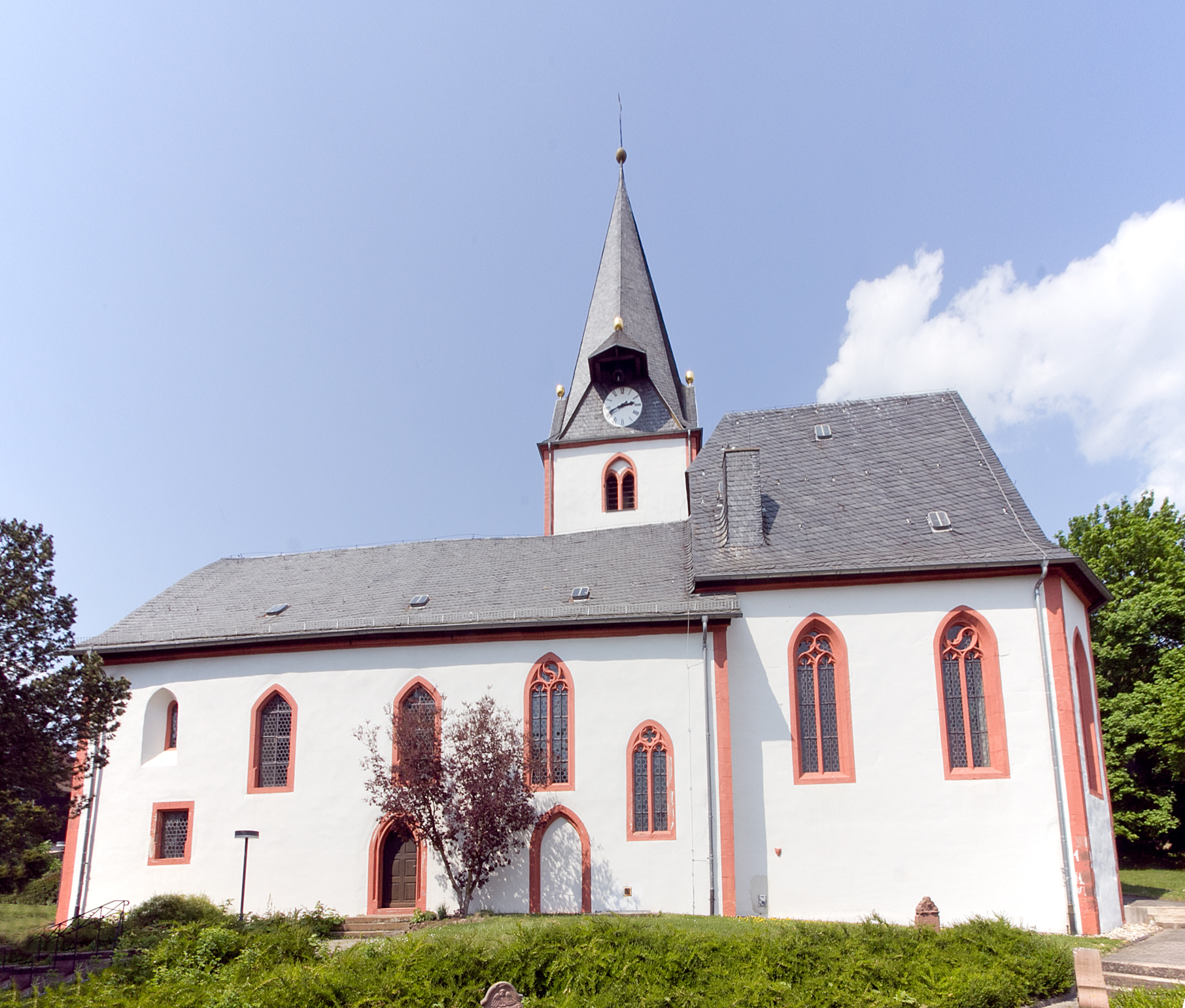
Evangelische Kirche in Dauernheim

### Ortsgeschichte
Die älteste erhaltene Erwähnung von Dauernheim stammt aus dem Jahre 802 als Turenheim im Codex Eberhardi des Klosters Fulda. Seit dem Hochmittelalter gehörte der Ort zur Grafschaft Nidda, später zur Grafschaft Ziegenhain.
Befestigungen des Ortes sind heute noch zu sehen, und zwar ein Wehrturm und die tief in den Fels gehauenen Keller unterhalb der evangelischen Kirche. Die Felsenkeller wurden zwischen dem 16. und 19. Jahrhundert in den Kirchberg geschlagen und prägen seitdem das Dauernheimer Ortsbild. Sie wurden 2002 im Auftrag des Kulturvereins Dauernheim von Studierenden der Technikerschule Alsfeld vermessen.

Dauernheim gehörte zum Amt Bingenheim. Die Ämter-Struktur wurde im Großherzogtum Hessen 1821 aufgelöst. 
 Die bisher von den Ämtern wahrgenommenen Aufgaben wurden Landräten (zuständig für die Verwaltung) und Landgerichten (zuständig für die Rechtsprechung) übertragen. Dauernheim kam so zum Landratsbezirk Nidda und zum Landgericht Nidda. Die gerichtliche Zuständigkeit wechselte 1879 zum Amtsgericht Nidda. 
Im Jahr 2007 gestalteten alle Vereine ein großes Fest, um den 1225. Geburtstag zu feiern.
Hessische Gebietsreform (1970–1977)
Im Zuge der Gebietsreform in Hessen fusionierten zum 1. Oktober 1971 die bis dahin selbständigen Gemeinden Ranstadt, Bellmuth, Bobenhausen I, Dauernheim und Ober-Mockstadt freiwillig zur Großgemeinde Ranstadt. Als Sitz der Gemeindeverwaltung wurde der Ortsteil Ranstadt bestimmt.
Für alle ehemals eigenständigen Gemeinden von Ranstadt wurden Ortsbezirke mit Ortsbeirat und Ortsvorsteher nach der Hessischen Gemeindeordnung gebildet.

## Bevölkerung
Einwohnerstruktur 2011
Nach den Erhebungen des Zensus 2011 lebten am Stichtag dem 9. Mai 2011 in Dauernheim 1590 Einwohner. Darunter waren 48 (3,0 %) Ausländer. Nach dem Lebensalter waren 279 Einwohner unter 18 Jahren, 654 zwischen 18 und 49, 348 zwischen 50 und 64 und 312 Einwohner waren älter. Die Einwohner lebten in 684 Haushalten. Davon waren 165 Singlehaushalte, 222 Paare ohne Kinder und 216 Paare mit Kindern, sowie 72 Alleinerziehende und 6 Wohngemeinschaften. In 139 Haushalten lebten ausschließlich Senioren und in 452 Haushaltungen lebten keine Senioren.
Einwohnerentwicklung
| Dauernheim: Einwohnerzahlen von 1834 bis 2022 | Dauernheim: Einwohnerzahlen von 1834 bis 2022 | Dauernheim: Einwohnerzahlen von 1834 bis 2022 | Dauernheim: Einwohnerzahlen von 1834 bis 2022 | Dauernheim: Einwohnerzahlen von 1834 bis 2022 |
| --- | --------------------------------------------- | --------------------------------------------- | --------------------------------------------- | --------------------------------------------- |
| Jahr |                                               |                                               |                                               | Einwohner                                     |
| 1834 | 1834                                          |                                               | 849                                           | 849                                           |
| 1840 | 1840                                          |                                               | 889                                           | 889                                           |
| 1846 | 1846                                          |                                               | 875                                           | 875                                           |
| 1852 | 1852                                          |                                               | 784                                           | 784                                           |
| 1858 | 1858                                          |                                               | 769                                           | 769                                           |
| 1864 | 1864                                          |                                               | 857                                           | 857                                           |
| 1871 | 1871                                          |                                               | 851                                           | 851                                           |
| 1875 | 1875                                          |                                               | 833                                           | 833                                           |
| 1885 | 1885                                          |                                               | 873                                           | 873                                           |
| 1895 | 1895                                          |                                               | 802                                           | 802                                           |
| 1905 | 1905                                          |                                               | 821                                           | 821                                           |
| 1910 | 1910                                          |                                               | 802                                           | 802                                           |
| 1925 | 1925                                          |                                               | 860                                           | 860                                           |
| 1939 | 1939                                          |                                               | 773                                           | 773                                           |
| 1946 | 1946                                          |                                               | 1.143                                         | 1.143                                         |
| 1950 | 1950                                          |                                               | 1.115                                         | 1.115                                         |
| 1956 | 1956                                          |                                               | 1.010                                         | 1.010                                         |
| 1961 | 1961                                          |                                               | 912                                           | 912                                           |
| 1967 | 1967                                          |                                               | 904                                           | 904                                           |
| 1970 | 1970                                          |                                               | 907                                           | 907                                           |
| 1980 | 1980                                          |                                               | ?                                             | ?                                             |
| 1990 | 1990                                          |                                               | ?                                             | ?                                             |
| 2000 | 2000                                          |                                               | ?                                             | ?                                             |
| 2011 | 2011                                          |                                               | 1.590                                         | 1.590                                         |
| 2022 | 2022                                          |                                               | 1.598                                         | 1.598                                         |
| Datenquelle: Historisches Gemeindeverzeichnis für Hessen: Die Bevölkerung der Gemeinden 1834 bis 1967. Wiesbaden: Hessisches Statistisches Landesamt, 1968. Weitere Quellen: LAGIS; Zensus 2011; 2022 |                                               |                                               |                                               |                                               |

Historische Religionszugehörigkeit
| • 1961: | 814 evangelische (= 89,24 %), 98 katholische (= 10,75 %) Einwohner |

## Kultur und Sehenswürdigkeiten

### Naturschutzgebiete
Am Faulenberg bei Dauernheim (FFH-Gebiet 5619-303) finden sich naturnahe Kalk-Trockenrasen und deren Verbuschungsstadien, magere Flachland-Mähwiesen, sowie Silikatfelsen mit entsprechender Pioniervegetation.
Die Nachtweid von Dauernheim (Bestandteil des FFH-Gebietes 5619-306 „Grünlandgebiete in der Wetterau“ und des VR-Gebietes 5519-401 „Wetterau“.) gehört mit einer Größe von ca. 86 ha zu den größten und wertvollsten Grünland-Schutzgebieten Hessens. Ihre Kernbereiche bieten für gefährdete Tierarten ideale Lebensbedingungen. Es ist das bedeutendste Rallenbiotop Hessens, sowohl hinsichtlich der Arten- als auch der Individuenzahl. Durch den Austritt mineralsalzhaltigen Wassers in den durchwurzelten Horizonten, treten dort halophile bzw. halotolerante, z. T. sehr seltene Pflanzenarten auf. Von 16 nachgewiesenen Arten der „Roten Liste Hessen“ stammen allein 6 von diesen flächenmäßig kleinen, salzbeeinflussten Standorten.

### Mühlenmodell-AusstellungErlebniswelt Mühlen

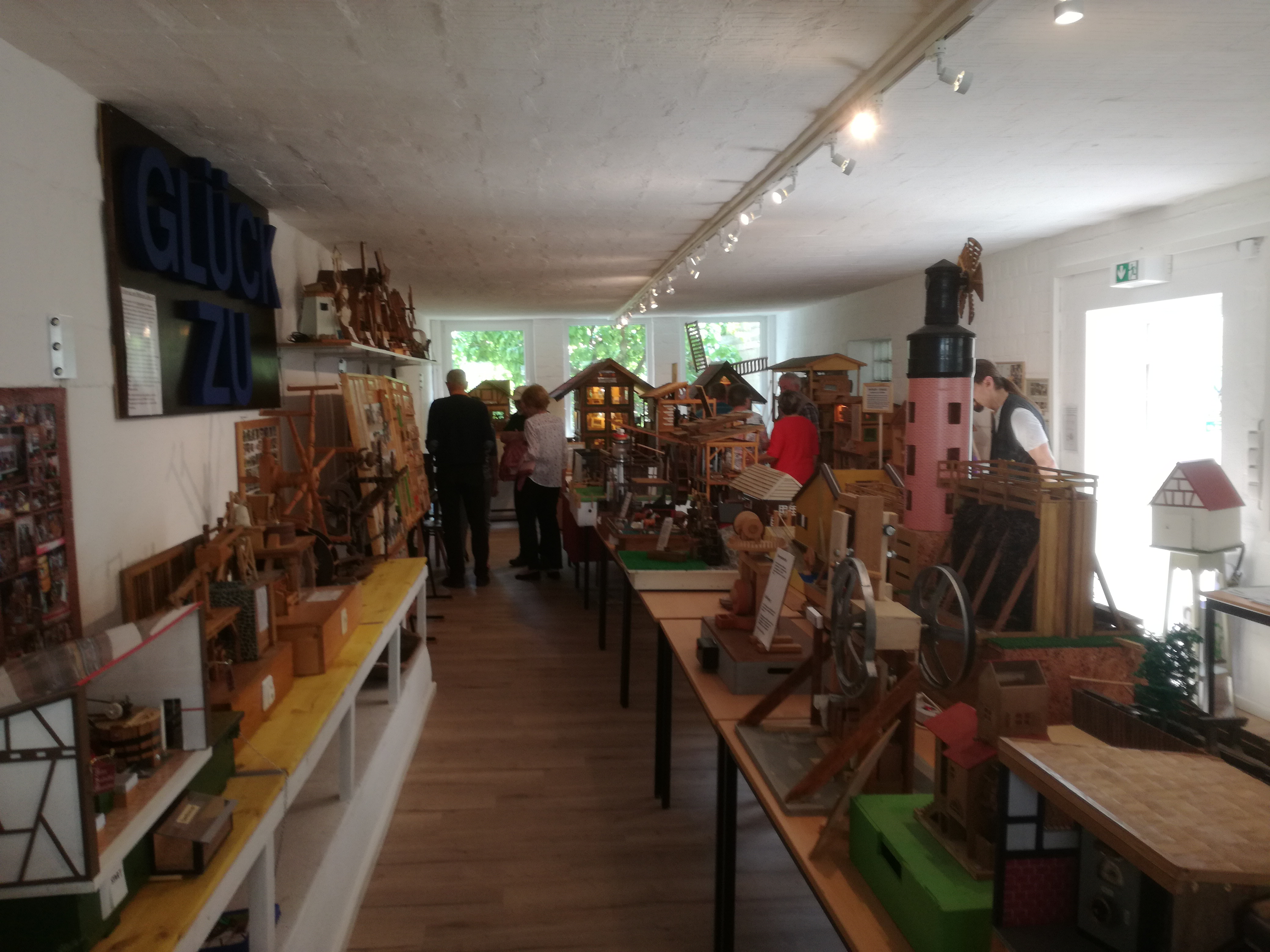
Mühlenmodell-Ausstellung des Kulturvereins

Über 50 Funktionsmodelle von Mühlen und von wasser- oder luftgetriebenen Baugruppen werden in der Mühlenmodell-Ausstellung des Kulturvereins Dauernheim gezeigt. Die meisten Modelle sind mit Antrieben versehen und können von den Besuchern gestartet werden. Sie veranschaulichen die vorindustrielle Technik der Menschen vom Altertum bis in die Neuzeit. Die Mühlenmodell-Ausstellung ist im Dorfmittelpunkt mit Zugang über den Grillplatz untergebracht.

### Vereine
Kulturelle Träger in der meist von Pendlern ins nahe Rhein/Main-Gebiet bewohnten Dorfgemeinde sind die evangelische Kirchengemeinde und zahlreiche gemeinnützige Vereine mit vielfältigen Angeboten.
- Kulturverein Dauernheim – Heimatgruppe, Obst- und Gartenbau, Theater, Mühlenmodellbau,
- Karnevalclub Dauernheim – Brauchtumspflege des Karnevals
- Turnverein „Jahn“ Dauernheim – Leichtathletik, Geräteturnen, Gymnastik, Tanz, Nordic Walking, Wandern
- Fußballsportverein Dauernheim – Fußball, Tischtennis
- Gesangverein „Eichenkranz“ Dauernheim – Chorgesang, Monday Singers, Projektchor, Kindergruppen, Junger Chor
- Angelsportverein Dauernheim – Natur- und Landschaftsschutz, Angeln
- Trampolinverein „Kängurus“ Dauernheim – Trampolinturnen
- Schützenverein Dauernheim – Bogenschießen, Luftgewehr-, Luftpistolenschießen
- Freiwillige Feuerwehr Dauernheim – Einsatzabteilung, Feuerwehrverein, Jugendfeuerwehr, Bambini-Abteilung
- Geflügel-Zuchtverein – Geflügelzucht
- Landfrauenverein Dauernheim – Themenabende, Kartoffelfest und Beulchesessen
- Seniorenclub Dauernheim – monatliche Kaffeenachmittage mit unterhaltsamen Programmen, Spielenachmittage
- Dauernheimer Haus der Begegnung – Erhalt und Betrieb des alten Feuerwehrhauses als Begegnungsstätte, Vorträge, Kurse, Public Viewing, Ausstellungen, Raum für Vereine und soziale Einrichtungen, Familienfeiern und Feste.